# Приворот (деревня, Вологодская область)
Приворот — деревня в Чагодощенском районе Вологодской области.
Входит в состав Избоищского сельского поселения, с точки зрения административно-территориального деления — в Избоищский сельсовет.
Расположена на левом берегу реки Кобожа. Расстояние по автодороге до районного центра Чагоды — 33 км, до центра муниципального образования деревни Избоищи — 9 км. Ближайшие населённые пункты — Лукино, Пахомиха, Приворот.
По переписи 2002 года население — 3 человека.